# Jean-Pierre Perrinelle
Jean-Pierre Perrinelle (né le 6 juillet 1949 à Versailles et mort le 7 mars 2014 à Suresnes) est un athlète français spécialiste du 400 mètres haies.

## Biographie
Après s'être essayé dans plusieurs disciplines de l'athlétisme (y compris le saut à la perche et le décathlon), Jean-Pierre Perrinelle se spécialise sur le 400 m haies et est sélectionné dès 1968 en équipes de France juniors, espoirs, puis séniors.  
Il remporte la victoire sur 400 m haies au match Allemagne-France espoirs de 1969 à Kehl (Allemagne) [1] et au match France-RDA de 1972 à Colombes. 
En battant en 1971 le record de France du 600 m en salle (1 min 18 s 5), il suscite de grands espoirs en vue d'une montée sur 800 m, mais ses quelques essais restent en deçà des attentes (1 min 51 s). 
Il remporte deux titres de champion de France du 400 m haies, en 1972 et 1976.
Il participe aux Jeux olympiques de Munich en 1972 et de Montréal en 1976, mais à chaque fois ne parvient pas à atteindre la finale (demi-finaliste en 1976).

### Palmarès
- Championnats de France d'athlétisme :
  - 2 fois vainqueur du 400 m haies en 1972 et 1976.

### Records
| Épreuve     | Performance | Lieu     | Date |
| ----------- | ----------- | -------- | ---- |
| 400 m haies | 50 s 07     | Colombes | 1972 |